# أسا بيرسون
أسا بيرسون (بالسويدية: Åsa Persson)‏ هي متزلجة فنية سويدية، ولدت في 17 أكتوبر 1983 في Osby ‏ في السويد.

## وصلات خارجية
- أسا بيرسون على موقع الاتحاد الدولي للتزلج (الإنجليزية)